# 392 (album CNBLUE)
392 – drugi japoński album studyjny południowokoreańskiego zespołu CNBLUE, wydany 1 września 2011 roku przez wytwórnię AI Entertainment. Osiągnął 6 pozycję w rankingu Oricon i pozostał na liście przez 10 tygodni. Jest ostatnim niezależnym wydawnictwem zespołu w Japonii, zanim grupa przeniosła się do Warner Music Japan.

## Lista utworów
| Nr  | Tytuł                        | Słowa              | Kompozycja                       | Aranżacja                   | Czas |
| --- | ---------------------------- | ------------------ | -------------------------------- | --------------------------- | ---- |
| 1.  | "The Way part2 ~Ready N Go~" | Jung Yong-hwa      | Han Seong-ho, J. Soo             | J. Soo                      | 3:25 |
| 2.  | "The Way part1 ~one time~"   | Jung Yong-hwa      | Jung Yong-hwa, Ryo               | Ryo                         | 3:48 |
| 3.  | "Man in front of the mirror" | Jung Yong-hwa      | Jung Yong-hwa, Ryo               | youwhich                    | 3:41 |
| 4.  | "Try Again, Smile Again"     | Jung Yong-hwa      | Jung Yong-hwa, Ryo, Han Seong-ho | youwhich                    | 3:56 |
| 5.  | "Lie"                        | CUL                | Lee Jong-hyun, Kim Jae-yang      | Kim Jae-yang                | 3:49 |
| 6.  | "The Way Part3 ~elipse~"     | CUL                | Lee Jong-hyun, Ryo               | Ryo                         | 5:00 |
| 7.  | "Illusion"                   | Lee Jong-hyun, CUL | Lee Jong-hyun                    | youwhich                    | 4:23 |
| 8.  | "Don't say goodbye"          | Jung Yong-hwa      | Jung Yong-hwa, Ryo               | youwhich                    | 4:26 |
| 9.  | "I don't know why"           | Jung Yong-hwa      | Jung Yong-hwa, Ryo               | Jung Yong-hwa, Ryo          | 3:44 |
| 10. | "Coward"                     | CUL                | Lee Jong-hyun, Kim Jae-yang      | Lee Jong-hyun, Kim Jae-yang | 3:30 |
| 11. | "kimio"                      | CUL                | Lee Jong-hyun                    | youwhich                    | 3:35 |